# Vrag
Et skibsvrag er resterne af et skib, som ikke længere er i brug, og typisk er så medtaget og ødelagt at det ikke længere kan sejle. Skibsvrag ligger enten på land, er gået på grund eller ligger på havbunden. Forlis kan være overlagte eller tilfældige. UNESCO estimerer at der på verdensplan findes omkring 3 million skibsvrag, hvor af nogle er flere tusinde år gamle, der ligger på havbunden.
Blandt berømte skibsvrag som er fundet og senere konserveret og udstillet er Mary Rose, Vasaskibet og i Danmark Skuldelev 2, Hjortspringsbåden og Nydambåden. I nyere tid er RMS Titanic blandt de mest berømte skibe, der er endt som skibsvrag efter et forlis.